# Baltsuccinus
Baltsuccinidae
Famille
Genre
Baltsuccinus est un genre fossile d'araignées aranéomorphes, le seul de la famille des Baltsuccinidae.

## Distribution
Les espèces de ce genre ont été découvertes dans de l'ambre de la mer Baltique. Elles datent du Paléogène.

## Liste des espèces
Selon le World Spider Catalog 16.0 :
- †Baltsuccinus flagellaceus Wunderlich, 2004 ;
- †Baltsuccinus similis Wunderlich, 2004.

## Publication originale
- Wunderlich, 2004 : On the relationships of the families of the superfamily Araneoidea (Araneae) and their kin, with cladograms, remarks on the origin of the orb web and description of the new and extinct families Baltsuccinidae and Protheridiidae in Tertiary Baltic amber. Beiträge zur Araneologie, vol. 3, p. 1112–1154.